# Nycteola hungarica
Nycteola hungarica är en fjärilsart som beskrevs av Kovács 1954. Nycteola hungarica ingår i släktet Nycteola och familjen trågspinnare. Inga underarter finns listade i Catalogue of Life.